# Natsume Ono
Natsume Ono (オノ ナツメ?, Ono Natsume; 9 luglio 1977) è una fumettista giapponese.
Si fa notare per la prima volta grazie al suo fumetto online La Quinta Camera, che è stato poi pubblicato da una casa editrice giapponese.
In Italia, l'autrice è conosciuta soprattutto per la trasposizione animata del suo manga ACCA - l'ispettorato delle 13 province (ACCA13区監察課  ACCA: 13-ku kansatsu-ka) mandato in onda da Dynit sul portale di streaming online VVVVID.

## Opere
- La quinta camera
- Not Simple
- Ristorante Paradiso
- Danza
- Nobou no Shiro
- Tesoro
- Gente
- Coppers
- House of Five Leaves
- 逃げる男 (Nigeru Otoko)
- Tsura Tsura Waraji2)[1]
- Futagashira
- ACCA: 13-ku Kansatsu-ka
- Lady & Oldman
- Kuma to interi